# 278.ª Divisão de Infantaria (Alemanha)
A 278ª Divisão de Infantaria (em alemão:278. Infanterie-Division) foi uma unidade militar que serviu no Exército alemão durante a Segunda Guerra Mundial.

## Comandantes
| Comandante                           | Data                                          |
| ------------------------------------ | --------------------------------------------- |
| General der Infanterie Hubert Gercke | junho de 1940 - 16 de julho de 1940           |
| Reformada                            |                                               |
| Generalleutnant Harry Hoppe          | 1 de dezembro de 1943 - 28 de janeiro de 1944 |
| Generalmajor Paul Bornscheuer        | 28 de janeiro de 1944 - 5 de março de 1945    |
| Generalleutnant Harry Hoppe          | 5 de março de 1944 - ? de abril de 1945       |

## Oficiais de operações
| Oberstleutnant Wolfgang Klennert             | 20 de janeiro de 1944-26 de fevereiro de 1945 |
| Major Erich Freiherr Loeffelholz von Colberg | 26 de fevereiro de 1945-8 de maio de 1945     |

## Área de operações
| Alemanha  | junho de 1940 - agosto de 1940       |
| Reformada |                                      |
| Bélgica   | dezembro de 1943 - fevereiro de 1944 |
| Itália    | fevereiro de 1944 - abril de 1945    |